# Lawe Sumur Baru
Lawe Sumur Baru is een bestuurslaag in het regentschap Aceh Tenggara van de provincie Atjeh, Indonesië. Lawe Sumur Baru telt 266 inwoners (volkstelling 2010).